# Гемптон (Пенсільванія)
Гемптон (англ. Hampton) — переписна місцевість (CDP) в США, в окрузі Адамс штату Пенсільванія. Населення — 1432 особи (2020).

## Географія
Гемптон розташований за координатами 39°55′44″ пн. ш. 77°3′30″ зх. д. / 39.92889° пн. ш. 77.05833° зх. д. (39.928877, -77.058209).  За даними Бюро перепису населення США в 2010 році переписна місцевість мала площу 1,59 км², з яких 1,59 км² — суходіл та 0,00 км² — водойми.

## Демографія
Згідно з переписом 2010 року, у переписній місцевості мешкали 632 особи в 231 домогосподарстві у складі 170 родин. Густота населення становила 396 осіб/км².  Було 235 помешкань (147/км²).
Расовий склад населення:
| - 92,2 % — білих - 1,4 % — азіатів - 0,3 % — корінних американців - 5,4 % — осіб інших рас |

До двох чи більше рас належало 0,6 %. Частка іспаномовних становила 7,4 % від усіх жителів.
За віковим діапазоном населення розподілялося таким чином: 26,3 % — особи молодші 18 років, 63,4 % — особи у віці 18—64 років, 10,3 % — особи у віці 65 років та старші. Медіана віку мешканця становила 34,8 року. На 100 осіб жіночої статі у переписній місцевості припадало 94,5 чоловіків;  на 100 жінок у віці від 18 років та старших — 97,5 чоловіків також старших 18 років.
Середній дохід на одне домашнє господарство  становив 66 453 долари США (медіана — 65 486), а середній дохід на одну сім'ю — 64 686 доларів (медіана — 53 750). Медіана доходів становила 36 410 доларів для чоловіків та 25 795 доларів для жінок. За межею бідності перебувало 7,6 % осіб, у тому числі 0,0 % дітей у віці до 18 років та 65,9 % осіб у віці 65 років та старших.
Цивільне працевлаштоване населення становило 420 осіб. Основні галузі зайнятості: виробництво — 24,5 %, роздрібна торгівля — 20,0 %, мистецтво, розваги та відпочинок — 17,9 %.